# ユアーズ (総合金融)
株式会社ユアーズ（英: yours Co.,Ltd.）とは、日本の消費者金融業準大手。広島県を中心に展開するスーパーマーケットチェーン「ユアーズ」とは無関係である。

## 概要
- 本社のある、愛知県名古屋市を拠点として、岐阜県・三重県・静岡県・石川県・富山県・福井県・新潟県・宮城県で営業していた。
- 準大手だけに、無人店が多かった。
- 利率:28.95%

### ホテル事業
- ホテル事業も展開し、ビジネスカプセルホテルを名古屋市にて営業している。

## 沿革
- 1971年（昭和46年）6月 - 創業。
- 1979年（昭和54年）6月 - 三重県四日市市に「株式会社中日本トラスト」設立。
- 1979年（昭和54年）7月 - 本社を名古屋市市中区に設立。
- 1984年（昭和59年）12月 - 現在の本社ビル設立・移転。
- 1989年（平成元年）2月 - ATM全店導入。
- 2010年（平成22年）6月 - 新規受付・追加借入等全ての融資業務を休止。
- 2012年（平成24年）9月 - 平成25年5月2日限りで自社ATM稼働を終了する旨を表明。